# Inge Dekker
Inge Dekker (ur. 18 sierpnia 1985 w Assen) – holenderska pływaczka, mistrzyni, wicemistrzyni i brązowa medalistka olimpijska, mistrzyni świata, trzykrotna mistrzyni świata (basen 25 m), dwukrotna mistrzyni Europy, dwunastokrotna mistrzyni Europy (basen 25 m).
Specjalizuje się w pływaniu stylem dowolnym i motylkowym. Na arenie międzynarodowej zadebiutowała w mistrzostwach Europy na krótkim basenie w Antwerpii, w 2001 roku. W 2004 roku na Igrzyskach olimpijskich w Atenach zdobyła brązowy medal w sztafecie 4 × 100 stylem dowolnym, wraz z Inge de Bruijn, Marleen Veldhuis, Chantal Groot. Cztery lata później, w Pekinie płynąc w sztafecie 4 × 100 m kraulem wraz z Femke Heemskerk, Ranomi Kromowidjojo i Marleen Veldhuis sięgnęła po złoto. Sztafeta w identycznym składzie w marcu 2008 pobiła rekord świata na tym dystansie (3:33,62), a w lipcu 2009, podczas mistrzostw świata w Rzymie osiągnęła jeszcze lepszy wynik (3:31.72).
Jest pięciokrotną medalistką mistrzostw świata na basenie 50 m i czterokrotną na krótkim basenie. Pięciokrotnie z tych imprez przywoziła medale zdobyte w sztafetach i dwukrotnie brązowe w wyścigu na 50 m stylem motylkowym. Jest ośmiokrotną medalistką mistrzostw Europy (najcenniejszym osiągnięciem indywidualnym jest tytuł mistrzyni Europy z 2006 roku na 100 m stylem motylkowym) i 21-krotną medalistką mistrzostw Starego Kontynentu na basenie 25 m (szesnastokrotnie zdobywała złoty medal, w tym sześciokrotnie mistrzostwo indywidualne w wyścigach na 50 i 100 m stylem motylkowym).

## Osiągnięcia

### Igrzyska olimpijskie
| Olimpiada   | Data             | Konkurencja               | Rezultat    | Miejsce |
| ----------- | ---------------- | ------------------------- | ----------- | ------- |
| Ateny 2004  | 14 sierpnia 2004 | 4 x 100 m stylem dowolnym | 3:37,59 min |         |
| Pekin 2008  | 10 sierpnia 2008 | 4 x 100 m stylem dowolnym | 3:33,76 min |         |
| Pekin 2008  | 11 sierpnia 2008 | 100 m stylem motylkowym   | 58,54 s     | 8.      |
| Londyn 2012 | 28 lipca 2012    | 4 x 100 m stylem dowolnym | 3:33,79 min |         |

### Mistrzostwa świata (basen 50 m)
- 2007 Melbourne −  (50 m stylem motylkowym)
- 2007 Melbourne −  (sztafeta, 4 × 100 m stylem dowolnym)
- 2009 Rzym −  (sztafeta, 4 × 100 m stylem dowolnym)
- 2011 Szanghaj −  (50 m stylem motylkowym)
- 2011 Szanghaj −  (sztafeta, 4 × 100 m stylem dowolnym)
- 2013 Barcelona –  (sztafeta, 4 × 100 m stylem dowolnym)

### Mistrzostwa świata (basen 25 m)
- 2006 Szanghaj −  (sztafeta, 4 × 100 m stylem dowolnym)
- 2008 Manchester −  (50 m stylem motylkowym)
- 2008 Manchester −  (sztafeta, 4 × 100 m stylem dowolnym)
- 2008 Manchester −  (sztafeta, 4 × 200 m stylem dowolnym)

### Mistrzostwa Europy (basen 50 m)
- 2004 Madryt −  (sztafeta, 4 × 100 m stylem dowolnym)
- 2006 Budapeszt −  (100 m stylem motylkowym)
- 2006 Budapeszt −  (sztafeta, 4 × 100 m stylem dowolnym)
- 2008 Eindhoven −  (50 m stylem motylkowym)
- 2008 Eindhoven −  (100 m stylem motylkowym)
- 2008 Eindhoven −  (sztafeta, 4 × 100 m stylem dowolnym)
- 2008 Eindhoven −  (sztafeta, 4 × 100 m stylem zmiennym)
- 2008 Eindhoven −  (100 m stylem dowolnym)

### Mistrzostwa Europy (basen 25 m)
- 2004 Wiedeń −  (sztafeta 4 × 50 m stylem dowolnym)
- 2004 Wiedeń −  (sztafeta 4 × 50 m stylem zmiennym)
- 2005 Triest −  (sztafeta 4 × 50 m stylem dowolnym)
- 2005 Triest −  (sztafeta 4 × 50 m stylem zmiennym)
- 2005 Triest −  (50 m stylem motylkowym)
- 2006 Helsinki −  (50 m stylem motylkowym)
- 2006 Helsinki −  (100 m stylem motylkowym)
- 2006 Helsinki −  (sztafeta 4 × 50 m stylem dowolnym)
- 2007 Debreczyn −  (sztafeta 4 × 50 m stylem dowolnym)
- 2007 Debreczyn −  (50 m stylem motylkowym)
- 2007 Debreczyn −  (100 m stylem motylkowym)
- 2008 Rijeka −  (4 × 50 m stylem dowolnym)
- 2009 Stambuł −  (100 m stylem dowolnym)
- 2009 Stambuł −  (4 × 50 m stylem dowolnym)
- 2009 Stambuł −  (50 m stylem motylkowym)
- 2009 Stambuł −  (4 × 50 m stylem zmiennym)
- 2009 Stambuł −  (100 m stylem motylkowym)
- 2010 Eindhoven −  (4 × 50 m stylem dowolnym)
- 2010 Eindhoven −  (50 m stylem motylkowym)
- 2010 Eindhoven −  (4 × 50 m stylem zmiennym)
- 2010 Eindhoven −  (100 m stylem motylkowym)

## Rekordy świata
| Data          | Miejsce   | Konkurencja               | Rezultat    | Status                       |
| ------------- | --------- | ------------------------- | ----------- | ---------------------------- |
| 18 marca 2008 | Eindhoven | 4 x 100 m stylem dowolnym | 3:33,62 min | do 26 lipca 2009             |
| 26 lipca 2009 | Rzym      | 4 × 100 m stylem dowolnym | 3:31,72 min | do 24 lipca 2014 · Australia |